# José María Basanta
José María Basanta (* 3. dubna 1984, Tres Sargentos, Argentina) je argentinský fotbalový obránce a reprezentant, v současnosti působí v klubu ACF Fiorentina. Hraje na postu stopera (středního obránce).
Má i mexické občanství.

## Klubová kariéra
V Argentině hrál za Estudiantes de La Plata a Club Olimpo. V červnu 2008 odešel do mexického CF Monterrey. Na konci července 2014 po mistrovství světa v Brazílii přestoupil do italské Fiorentiny.

## Reprezentační kariéra
José María Basanta debutoval v národním týmu Argentiny 26. března 2013 proti Bolívii.
Trenér Alejandro Sabella jej vzal na Mistrovství světa 2014 v Brazílii. Ve finále Argentina prohrála 0:1 v prodloužení a získala stříbrné medaile. Na šampionátu nastoupil ke 2 zápasům.